# Teleki Mihály (gazdaságpolitikus)
Teleki Mihály, gróf (Budapest, 1896. április 20. – London, 1991. augusztus 20.) magyar földbirtokos, 1935-től az Országos Mezőgazdasági Kamara alelnöke, földművelési miniszter (1938. november 15. és 1940. december 30. között). Nevéhez fűződik a negyedik zsidótörvény. A német megszállás után ő vezette a Magyar Élet Pártját szorosan együttműködve a kollaboráns Sztójay-kormánnyal.

## Élete
1896-ban született Budapesten, református vallásban. A középiskolát a budapesti református főgimnáziumban végezte, majd tanulmányútra ment Angliába. Az első világháború kitörésekor hazajött és beiratkozott a magyaróvári gazdasági akadémiára, ám az első év befejezése után, 1915-ben bevonult katonának és a tiszti iskola elvégzésekor önként jelentkezett harctéri szolgálatra.
Az 1. honvéd tábori tarackos osztály egyik ütegének kötelékében 30 hónapot töltött a harctéren, ez idő alatt szerzett katonai érdemeiért több kitüntetést is elnyert. A háborús szolgálat közben, tanulmányi szabadsága alatt elvégezte a gazdasági akadémia második évfolyamát is, leszerelése után pedig befejezte ottani tanulmányait és kitüntetéssel kapta meg oklevelét.
A kommün idején négy hétig túszként tartották fogva Gyömrőn. A román megszállás idején ismét bevonult katonai szolgálatra és a Nemzetközi Duna-bizottsághoz osztották be összekötő tisztnek. 1920-ban leszerelt és átvette nagybátyja dunatetétleni gazdaságának vezetését.
Az 1920-as évektől bekapcsolódott Pest vármegye közéletébe és gazdasági életébe is, ahol többféle tisztséget is vállalt. A vármegye gazdasági egyesületében 1929-ben megalakította a rét- és legelőjavító szakosztályt, 1932-ben pedig életre hívta az Alföldi Zöldmező Szövetséget, amelyet legalább az évtized végéig elnöke is volt. A Duna-Tisza-közi Mezőgazdasági Kamarában több cikluson át alelnöki, az Országos Magyar Gazdasági Egyesületnek (OMGE) pedig több szakosztályában is társelnöki tisztséget viselt. Mezőgazdasági szakirodalmi munkássága elismeréseként egy ízben elnyerte az OMGE Meskó Pál írói jutalomdíját is.
Az országos politikai életbe 1935-ben kapcsolódott be, akkor választották meg első ízben a kiskunhalasi székhelyű választókerületben országgyűlési képviselőnek, a Nemzeti Egység Pártja (NEP) programjával. 1938 májusában földművelésügyi államtitkárnak nevezték ki Sztranyavszky Sándor földművelésügyi minisztersége idején, majd Sztranyavszky távozása után, az Imrédy-kormány átalakításakor földművelésügyi miniszter lett; ezt a tisztségét megtartotta a második Teleki-kormányban is. Az 1939. évi általános választáson ismét Kiskunhalason kapott képviselői mandátumot, ez alkalommal már a Magyar Élet Pártja (MÉP) jelöltjeként.
1945-től emigrációban élt.

### Miniszteri tevékenysége
Földművelési miniszterként a képviselőház és a felsőház előtt is nagy sikerrel képviselte a gazdasági munkavállalók özvegyeinek járadékban részesítéséről szóló javaslatot, majd előkészítette és benyújtotta az új földreform-tervezetet: azt a törvényjavaslatot, amely egyebek mellett a kishaszonbérletek alakítását, kisbirtokok és házhelyek szerzésének előmozdítását célozta, és amit ugyancsak sikeresen képviselt az országgyűlés mindkét házában.
Szabályozta a visszacsatolt felvidéki területeken gondozás nélkül maradt birtokok ideiglenes hasznosítását. Végrehajtotta az 1938. évi XXXI. törvénycikknek a gyümölcsgazdálkodásra vonatkozó rendelkezéseit és bevezette az őszibaracknál és csemegeszőlőnél az állami márkázást. A téli gazdasági tanfolyamok számát 150-ről 200-ra emelte fel és akadémiává szervezte át a Kertészeti Tanintézetet. A földművelésügyi tárca keretében igyekezett előtérbe helyezni a szociális kérdéseket.
Ő hajtotta végre a negyedik zsidótörvényt 1942-ben (1942. évi XV. törvénycikk a zsidók mező- és erdőgazdasági ingatlanairól).
1940 novemberében miniszteri minőségében részt vett az ősi kolozsvári Gazdasági Akadémia ünnepélyes megnyitásán. 1943. február 12-én megválasztották az agrár-szociális problémák nemzetközi hivatala magyar nemzeti bizottságának elnökévé.